# Seznam prezidentů Itálie

Vlajka italského prezidenta
Poměr stran: 1:1

Prezident Italské republiky (Presidente della Repubblica) je od roku 1946, kdy byla zrušena monarchie, hlavou Itálie. Je volen na 7 let na společném zasedání italského parlamentu a regionálních delegátů. Jeho pozice není příliš silná, jeho hlavním úkolem je reprezentovat zemi navenek a jmenovat premiéra, který musí získat podporu obou komor parlamentu. Má také právo volit pět doživotních senátorů. Formálně též jmenuje jednotlivé ministry.
Může se jim stát jakýkoli občan Italské republiky, který je trestně bezúhonný a má minimálně 50 let.
Oficiálním sídlem prezidenta Itálie je Prezidentský palác (italsky Quirinale) v Římě.

## Galerie

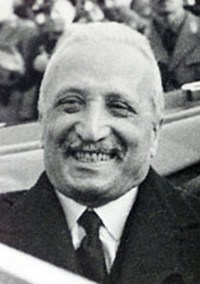
Enrico De Nicola
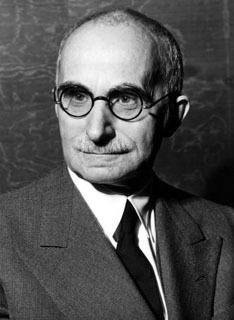
Luigi Einaudi
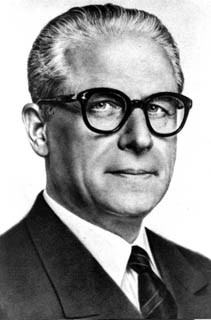
Giovanni Gronchi
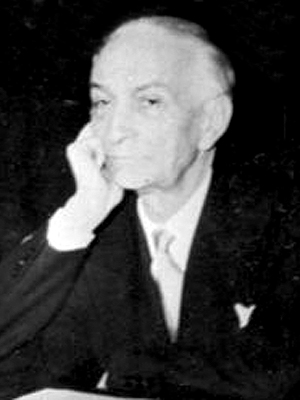
Antonio Segni
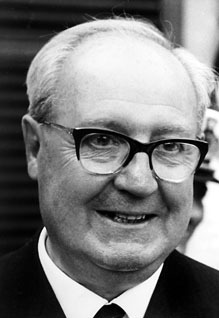
Giuseppe Saragat
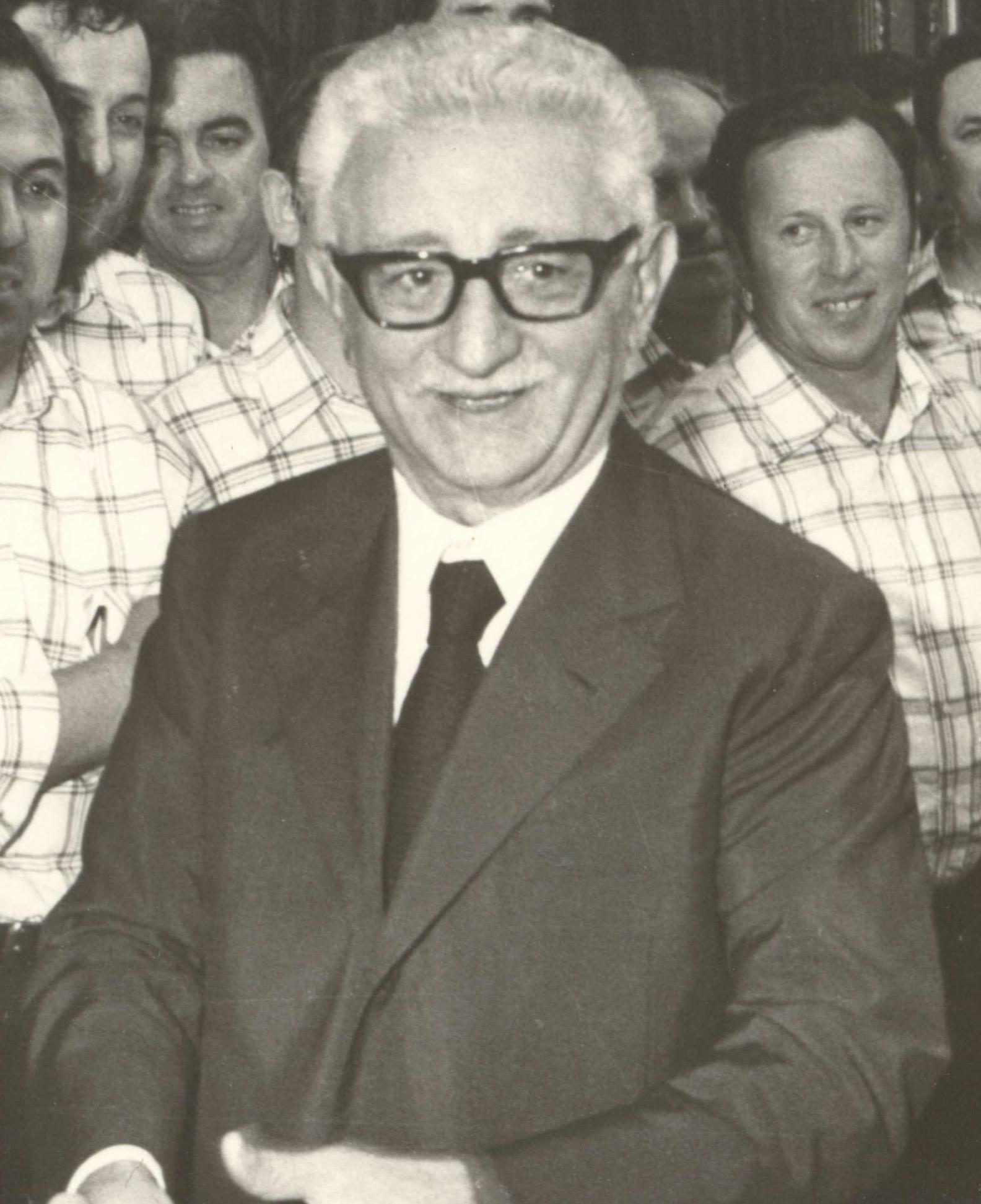
Giovanni Leone
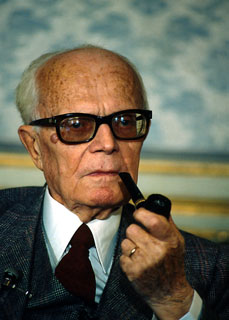
Sandro Pertini
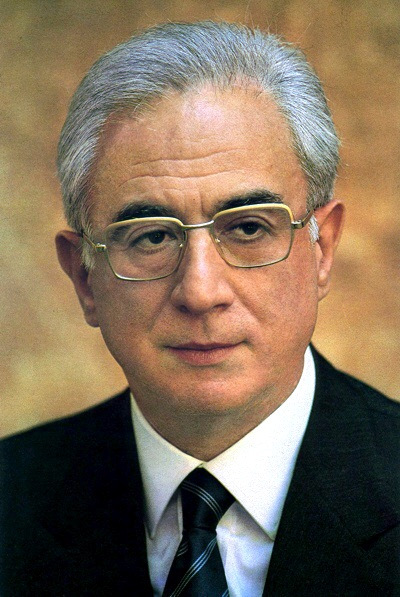
Francesco Cossiga
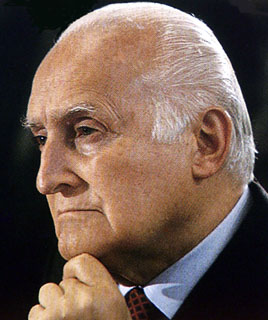
Oscar Luigi Scalfaro
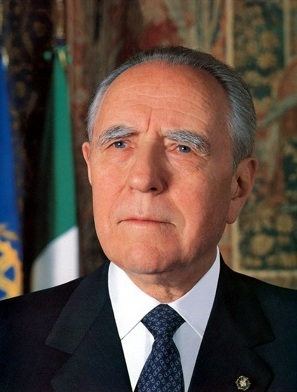
Carlo Azeglio Ciampi
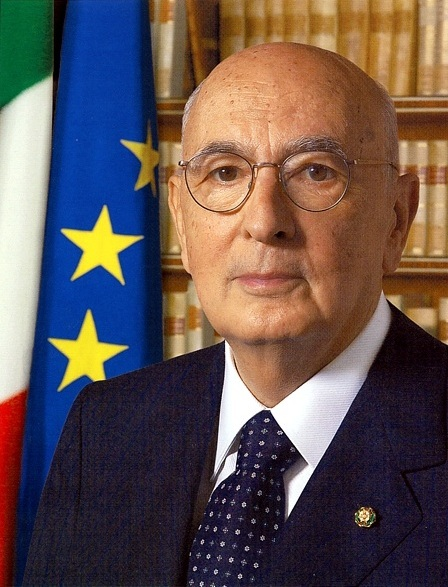
Giorgio Napolitano
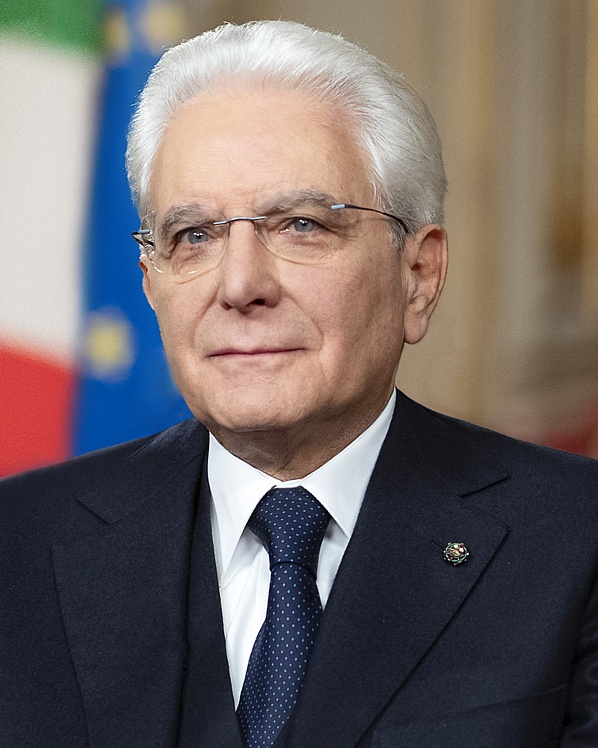
Sergio Mattarella

## Prezidenti Italské republiky
| #     | Jméno                | Od                | Do                  | Strana                                                                       |
| ----- | -------------------- | ----------------- | ------------------- | ---------------------------------------------------------------------------- |
|       |                      |                   |                     |                                                                              |
| I.    | Enrico De Nicola[2]  | 29. června 1946   | 11. května 1948     | Partito Liberale Italiano Italská liberální strana                           |
| II.   | Luigi Einaudi        | 11. května 1948   | 11. května 1955     | Partito Liberale Italiano Italská liberální strana                           |
| III.  | Giovanni Gronchi     | 11. května 1955   | 11. května 1962     | Democrazia Cristiana Křesťanská demokracie                                   |
| IV.   | Antonio Segni        | 11. května 1962   | 6. prosince 1964[3] | Democrazia Cristiana Křesťanská demokracie                                   |
|       |                      |                   |                     |                                                                              |
| V.    | Giuseppe Saragat     | 28. prosince 1964 | 24. prosince, 1971  | Partito Socialista Democratico Italiano Italská sociálně demokratická strana |
| VI.   | Giovanni Leone       | 24. prosince 1971 | 15. června 1978[3]  | Democrazia Cristiana Křesťanská demokracie                                   |
|       |                      |                   |                     |                                                                              |
| VII.  | Alessandro Pertini   | 8. července 1978  | 23. června 1985[3]  | Partito Socialista Italiano Italská socialistická strana                     |
| VIII. | Francesco Cossiga[5] | 23. června 1985   | 28. dubna 1992[3]   | Democrazia Cristiana Křesťanská demokracie                                   |
|       |                      |                   |                     |                                                                              |
| IX.   | Oscar Luigi Scalfaro | 25. května 1992   | 15. května 1999[3]  | Democrazia Cristiana Křesťanská demokracie                                   |
|       |                      |                   |                     |                                                                              |
| X.    | Carlo Azeglio Ciampi | 18. května 1999   | 15. května 2006     |                                                                              |
| XI.   | Giorgio Napolitano   | 15. května 2006   | 14. ledna 2015      | nezávislý                                                                    |
|       |                      |                   |                     |                                                                              |
| XII.  | Sergio Mattarella    | 3. února 2015     | úřadující           | Partito Democratico Demokratická strana (Itálie)                             |